# ماری شاه سخیرا
ماری شاه سخیرا (به انگلیسی: Mari Shah Sakhira) یک روستا در پاکستان است که در پنجاب واقع شده‌است.